# فينيقيا (مقاطعة رومانية)
فينيقيا ((باللاتينية: Libanensis  Phoenīcē)‏ تلفظ لاتيني: [ˈpʰoe̯ˈ niː.ke]؛ الإغريقية المشتركة اللفظ الإغريقي: ‎[(h)e̝ pʰyˈni.ke̝]‏) كانت إحدى مقاطعات الإمبراطورية الرومانية، وتشمل منطقة فينيقيا التاريخية. تم إنشاؤها رسميًا في عام 194 بعد المسيح وبعد حوالي 400. تم تقسيم فينيقيا الكبيرة إلى فينيقيا السليمة أو فينيقيا الساحلية، وفينيقيا اللبنانية، وهو الانقسام الذي استمر حتى احتُلت المنطقة من قبل العرب المسلمين في الـ630ـات.

## التاريخ الإداري

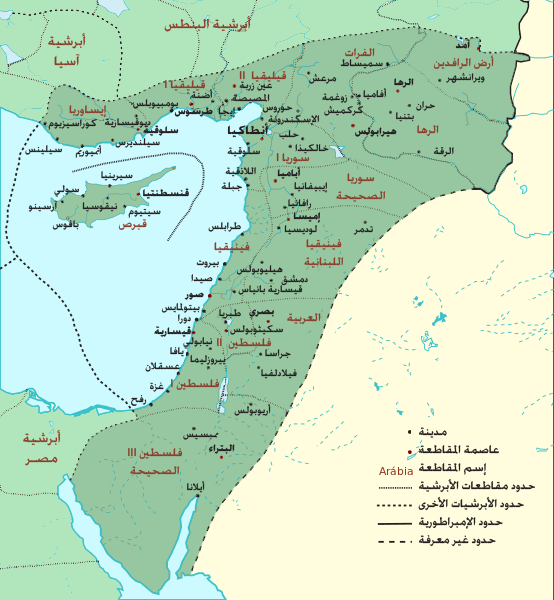
خريطة أبرشية الشرق مع مقاطعاتها، كما هو مسجل في لائحة المقرات (Notitia Dignitatum)، ح. 400

أصبحت فينيقيا تحت حكم الجمهورية الرومانية عام 64 ق.م.، عندما أنشأ پومپيوس مقاطعة سوريا. باستثناء فترة وجيزة في 36-30 ق.م.، عندما أعطى مارك أنطوني المنطقة لمصر الپطلمية، ظلت فينيقيا جزءًا من إحتلال ولاية سوريا بعد ذلك.  يقال إن الإمبراطور هادريان (117-138) قد فكر في تقسيم المحافظة السورية الكبيرة جدًا في 123/124 ب.م.، ولكن ذلك لم يكن إلا بعد فترة وجيزة من حوالي عام 194 ب.م. قام سيپتيموس سيڤيروس (حكم 193-211) بهذا الأمر، حيث قسم المحافظة إلى سوريا الجوفاء في الشمال وسوريا الفينيقية في الجنوب.  أصبحت صور عاصمة المقاطعة الجديدة، لكن إيل جيل (حكم من 218 إلى 222) رفع موطنه الأصلي إيميسا إلى عاصمة مشتركة، وتنافست المدينتان مع بعضهما البعض كرئاسة للمقاطعة حتى تقسيمها في القرن 4. 
فصل ديوكلتيانوس (حكم 284-305) مقاطعة باتانا وأعطاها لعربيا، بينما في وقت ما قبل عام 328، عندما ورد ذكره في لائحة ڤيرونا، أنشأ قسطنطين الكبير (حكم 306-337) إمبراطورية لبنان (باللاتينية: Augusta Libanensis، أوڠوستا ليبانينسيس) الجديدة من النصف الشرقي للمحافظة القديمة التي تشمل المنطقة الواقعة في جبل لبنان وشرقه (سهل البقاع اليوم وسلسلة جبال لبنان الشرقية). 

### فينيقيا الأولى وفينيقيا اللبنانية
كانت إمبراطورية قسطنطين اللبنانية قصيرة العمر، لكنها شكلت الأساس لإعادة تقسيم فينيقيا بحوال عام 400 إلى فينيقيا الأولى أو فينيقيا الساحلية ((باليونانية: Φοινίκη Παραλία)‏، "فينيقي پاراليا")، وفينيقيا الثانية أو فينيقيا اللبنانية (Φοινίκη Λιβανησία)، وعاصمتها صور.  في لائحة المقرات، التي كُتبت بعد فترة وجيزة من التقسيم، يتم حكم فينيقيا الأول من قبل قنصلي، بينما يتم حكم لبنان من قبل رئيس (باللاتينية: praeses، پرئيسيس)، مع كلتا المقاطعتين تحت رعاية أبرشية الشرق.  ظل هذا الانقسام على حاله حتى الغزو الإسلامي للمشرق في الـ630ـات.  تحت عهد الخلافة، كانت معظم أجزاء الفينيقياتين تحت سيطرة محافظة دمشق، وكانت أجزاء في الجنوب والشمال تذهب إلى محافظتي الأردن وإيميسا على التوالي، بينما ظلت منطقة جبل لبنان غير خاضع لحكم الخليفة بسبب الجراجمة-المردة. 

## الإدارة الكنسية
كانت الإدارة الكنسية موازية للإدارة السياسية، لكن مع بعض الاختلافات. برز أسقف صور باعتباره الأسقف البارز لفينيقيا بحلول منتصف القرن 3. عندما تم تقسيم المقاطعة بحوالي عام 400، أصبحت دمشق، بدلاً من إيميسا (حمص اليوم)، ميتروپوليت لفينيقيا الثانية. تنتمي كلتا المحافظتين إلى بطريركية أنطاكيا، حيث تفوقت دمشق في البداية على صور، التي تم تحدي موقعها أيضًا لفترة وجيزة من قبل الكرسي البيريتوسي (البيروتي) حوالي عام 450؛ بعد 480/1، ثبّت مطران صور نفسه باعتباره الأول في الأسبقية (العرش الأول) لجميع المطارانة الخاضعين لأنطاكيا. 